# 글로리아 쉐아

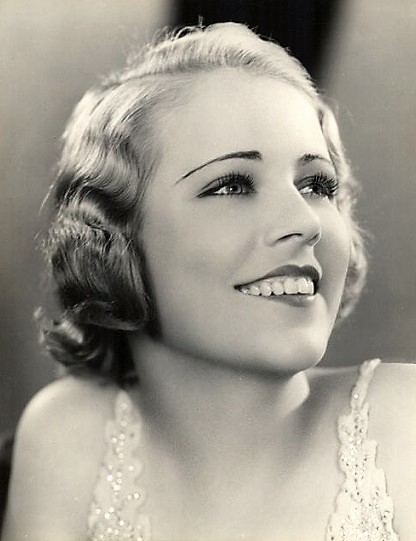

글로리아 쉐아(Gloria Shea, 1910년 5월 30일 ~ 1995년 2월 8일)는 미국의 배우, 영화배우이다.
뉴욕에서 태어났으며 잭슨빌에서 사망하였다.

## 영화
- 폼페이 최후의 날 (1935년)
- 빅 시티 블루스 (1932년) - 아그네스 역
- 글로러파잉 더 아메리칸 걸 (1929년)